# 毡毛薯蓣
毡毛薯蓣（学名：Dioscorea velutipes）是薯蓣科薯蓣属的植物。分布在缅甸、泰国北部以及中国大陆的云南、贵州等地，生长于海拔500米至1,850米的地区，一般生长在疏林下、密林、山谷阴坡或干燥山坡上，目前尚未由人工引种栽培。